# باول بيسونت
باول بيسونت هو لاعب هوكي جليد كندي، ولد في 11 مارس 1985 في ويلاند في كندا.

## وصلات خارجية
- باول بيسونت على موقع دوري الهوكي الوطني (الإنجليزية)
- باول بيسونت على موقع EliteProspects.com (الإنجليزية)
- باول بيسونت على موقع Eurohockey.com (الإنجليزية)
- باول بيسونت على موقع HockeyDB.com (الإنجليزية)
- باول بيسونت على موقع Hockey-Reference.com (الإنجليزية)